# 茶山莉子
茶山莉子（日语：／ Sayama Riko，1975年2月28日—），日本女性配音員。出身於東京都。身高157cm。B型血。

## 人物
她畢業於東京都立竹台高等學校。
曾隸屬於東京俳優生活協同組合、TAB Production、TOGO Production、KeKKe Corporation。
興趣：福音音樂、攝影、芳香療法。特長：讓嬰兒停止哭鬧、競技體操、電子琴。

### 交通事故
2004年1月15日，她在行人穿越道上行走時被車撞倒而住院。根據診斷，她傷勢嚴重，肋骨、肩胛骨、鎖骨和腰椎骨折，並伴隨氣胸和肺挫傷，事故發生後一週內記憶模糊。因此，她被迫退出當時正在製作的《漫畫派對Revolution》第2話（由佐久間紅美代替）。她還被迫中斷了當時所屬的劇團「劇工房燐」的所有舞台演出。
經過多次手術和復健治療後，她在家中休養，逐漸恢復健康。拄著拐杖，她逐漸能夠勝任劇場演出的接待等工作，並從《漫畫派對Revolution》第3話開始重返配音工作。最終，在2005年底，她恢復到了可以獨立行走的程度，並出演了劇場演出《紙屋悅子的青春》。劇工房燐解散後，她加入Kekke Corporation，從事配音工作。

## 演出
粗體字表示主要角色。

### 電視動畫
- 下級生 (élf版)（1999年，結城瑞穗[2]）
- 漫畫派對（2001年—2005年，高瀨瑞希[2][4]）2系列
- 聲優白皮書（2006年，丸石製作人）
- 圖書館戰争（2008年，手塚〈母親〉）
- 魔人偵探腦嚙涅羅（2008年，新聞主播）

### OVA
- （猩猩[2]）
- 歡迎來到Pia Carrot!! 2（綠早苗[2]）
- élf版 下級生 只凝視著你…（1998年，結城瑞穗[2]）
- 漫畫派對Revolution（2003年，高瀨瑞希[2][5]）

### 遊戲
- 飛鳥120%（日语：あすか120%）系列（本田飛鳥[2]）
- 下級生（1997年，結城瑞穗[2]）
- 初戀情人節（1997年，伊達櫻）
- PANZER BANDIT（1997年，科[2]）
- 夢幻奇緣（1998年，黛安娜·愛爾·薩克利德[2]）
- 放學後戀愛劇樂部 -戀愛的進行曲-（日语：放課後恋愛クラブ -恋のエチュード-）（1998年，新堂和美）[注 1]
- 漫畫派對（2001年，高瀨瑞希[2]）
- 女教師個人授業（2006年，安藤優華）
- 亞迦雷斯特戰記（2007年—2013年，希薇）2作品
- AQUAPAZZA（2011年，高瀨瑞希）

### BLCD
- 巧克力師的戀愛條件（葉平的姊姊）

### 外語配音

#### 電影
- 阿凡達[2]
- Last In Movie[2]

#### 電視影集
- 怪醫豪斯[2]

### 電視廣告
- TOYOTATOYOTA Lady
- STAR CHANNEL（日语：スターチャンネル）（旁白）

### 廣播節目
- 莉子與亞美的奇蹟☆KISS

### 廣告
- 電擊公主（旁白）
- 富士見全景滑雪場（旁白）
- Pheromone Smile

### 舞台
- 紙屋悅子的青春（日语：紙屋悦子の青春）（紙屋悅子[2]）
- [2]
- [2]
- [2]
- [2]
- 陽炎家[2]
- [2]
- [2]
- 四人兄弟[2]

## 音樂作品

### 企劃CD
| 發行日期 | 商品名稱                          | 歌 | 樂曲                      | 備註                                      |
| 1997年   | 1997年                            | 1997年 | 1997年                    | 1997年                                    |
| -------- | --------------------------------- | --- | ------------------------- | ----------------------------------------- |
| 9月26日  | élf版下級生迷你專輯 如果你喜歡他… | Pure（安達茉莉、茶山莉子）                                                                                                | 「MAPS」                  |                                           |
| 9月26日  | élf版下級生迷你專輯 如果你喜歡他… | 茶山莉子 | 「」                      | OVA《下級生 只凝視著你…》片尾主題曲       |
| 1998年   |                                   | |                           |                                           |
| 1月21日  | Voice Bloom！到達太空的野心篇     | Voice Bloom！（中川亞紀子、長澤美樹、佐佐木庸子、安達茉莉、茶山莉子、川上倫子、木村亞希子、小谷伸子、小泉理奈、山口克子） | 「」 「」                 |                                           |
| 1月21日  | Voice Bloom！到達太空的野心篇     | 茶山莉子、安達茉莉 | 「向日葵」                |                                           |
| 1月23日  | élf版 下級生 ～Melody～           | 茶山莉子 | 「」                      | OVA《élf版 下級生 只凝視著你…》片尾主題曲 |
| 1月23日  | élf版 下級生 ～Melody～           | Pure（安達茉莉、茶山莉子）                                                                                                | 「Get Into Revolution！」 | OVA《下級生》相關歌曲                     |
| 2000年   |                                   | |                           |                                           |
| 7月21日  | élf 動畫歌曲檔案                  | Pure'（安達茉莉、茶山莉子、柳原美和）                                                                                     | 「」                      | 電視動畫《下級生》第13話片尾主題曲        |

### 收錄CD不明
- 遊戲《夢幻奇緣》
  - 片頭主題曲「Fantastic Fortune」
  - 片尾主題曲、「Don't Lose Your Smile」

## 腳註

## 外部連結
- （日語）—茶山莉子的官方個人部落格。
- 茶山莉子｜KeKKe Corporation，存于 （日語）